# 维热 (上比利牛斯省)
维热（法語：Viger）是法国上比利牛斯省的一个市镇，位于该省西部，属于阿尔热莱斯加佐斯特区。该市镇总面积3.37平方公里，2009年时的人口为131人。

## 人口
维热人口变化图示